# Kriegsgefangenenlager Freistadt

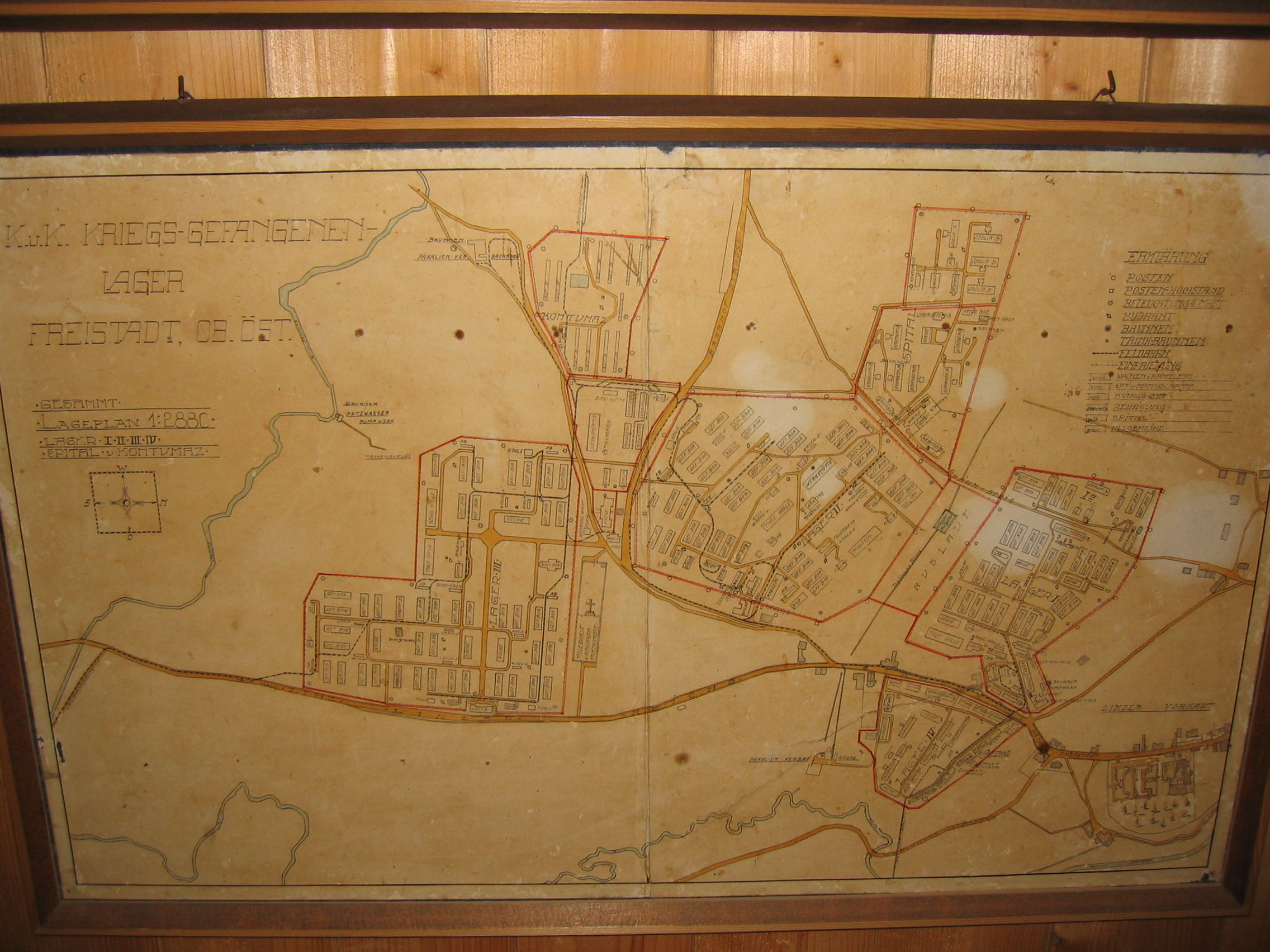
Karte des Kriegsgefangenenlagers (im Schlossmuseum)

Das Kriegsgefangenenlager Freistadt war ein Lager für Kriegsgefangene des Ersten Weltkriegs in Oberösterreich. Es wurde im Herbst 1914 in der Stadt Freistadt im Mühlviertel errichtet und beherbergte bis zu 20.000 Gefangene aus Russland und Italien. 1915 wurde das Lager erweitert und umfasste vier Lager, die insgesamt eine Fläche von 452.000 Quadratmetern hatten. Das Gefangenenlager wurde bis zum Jahr 1921 weitgehend demontiert. Heute erinnert nur noch wenig an das Lager.

## Geschichte
Bei den Offensiven in Serbien und Galizien zu Beginn des Ersten Weltkriegs machte die k.u.k. Armee hunderttausende Kriegsgefangene, für die eine Reihe von Kriegsgefangenenlagern gebaut wurde. Die oberösterreichischen Standorte dieser Lager waren Aschach, Braunau, Freistadt, Kleinmünchen, Marchtrenk und Mauthausen, daneben existierte noch das Internierungslager Linz-Katzenau.
Die ersten Gerüchte über die Errichtung eines Kriegsgefangenenlagers in der 4000 Einwohner zählenden Stadt Freistadt tauchten zum ersten Mal am 23. September 1914 auf. Die Pläne für das Lager wurden am 30. September von der k. u. k. Militäraufsicht in Linz angefertigt. Am 10. Oktober 1914 wurden von der Bezirkshauptmannschaft Freistadt Verhandlungen mit den Grundeigentümern absolviert.
Das Baumaterial für das Lager wurde mit der Summerauer Bahn herangeschafft und mit einer Feldbahn vom Bahnhof Freistadt in das Lager gebracht. Das Bauholz kam aus dem Böhmerwald und auch Lebensmittel wurden mit der Bahn transportiert.
Die Bauarbeiten gestalteten sich schwierig, da am 1. Oktober 1914 der erste Schnee fiel, somit wurde die Errichtung eine Schlammschlacht, dennoch wurden die ersten Bauten zügig fertiggestellt. Als erstes traf die Wachmannschaft in Freistadt ein, 600 Deutschmeister aus Wien, die im Marianum und in der Schlosskaserne untergebracht waren.
Bis zum 10. November 1914 war der erste Teil des Lagers bezugsfertig, das bald darauf gefüllt wurde. Bereits Ende November wurde mit der Errichtung des zweiten Lagers begonnen. Im Jänner 1915 waren bereits 13.000 Kriegsgefangene im Gefangenenlager in 51 Wohnbaracken untergebracht. Um die Überfüllung zu lindern, wurden 1915 die Lager 3 und 4 errichtet. Ein Lagerspital entstand ebenfalls 1915. Im Jahr 1916 wurde ein eigener Friedhof im Jaunitzbachtal errichtet, da die verfügbaren Gräber am Friedhof in Sankt Peter erschöpft waren.
Nach Kriegsende wurde das Lager verlassen, nur eine kleine Wachmannschaft blieb zurück, um Plünderungen zu vermeiden. Das Lager glich einer Geisterstadt. Obwohl ein großer Teil der Gebäude und Einrichtung wieder per Bahn abtransportiert wurde, fand auch ein Verkauf von Gebrauchsgegenständen und Lebensmitteln an die Freistädter Bevölkerung statt. So erhielten z. B. die Schulschwestern das Bad und die Wäscherei und das Marianum die elektrische Dynamoanlage. Der Verkauf des Lagers war bis 28. Jänner 1921 abgeschlossen und brachte der Stadt rund 2,9 Millionen Kronen ein.

## Der Lagerkomplex

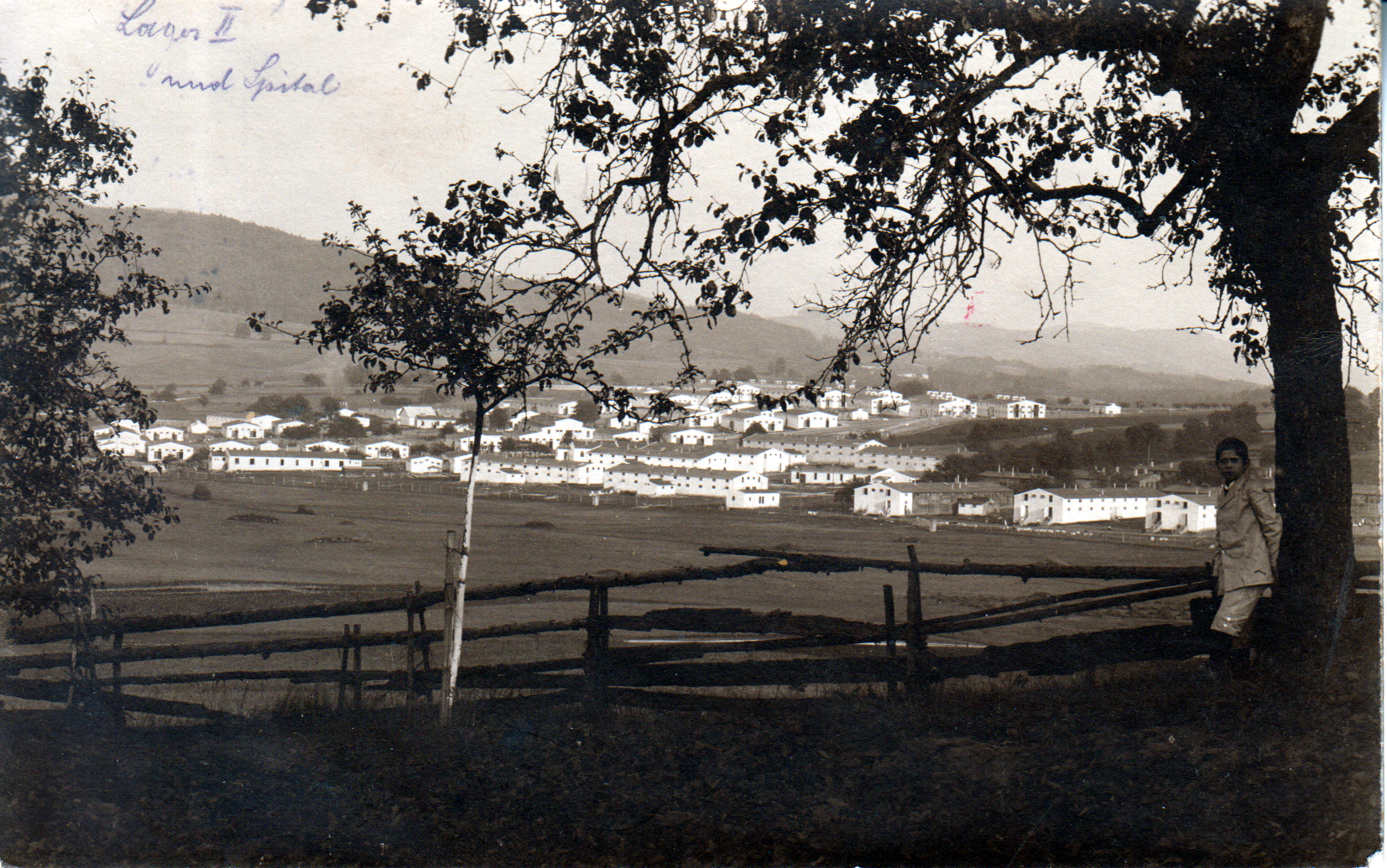
Lager 2 und Spital (Postkarte von 1915)

Die Grundlage der Baracken war die Normaltype für Kriegsgefangenenlager, d. h. die Baracken hatten eine Länge von 40 Meter und eine Breite von 12 Meter und waren aus Holz gebaut. In Summe wurden 91 Wohnbaracken und über 260 weitere Barackenbauten für verschiedenste Zwecke errichtet, deren Pläne sich im Stadtarchiv befinden.

### Lager 1
Das Lager 1 umfasste 26 Wohnbaracken, 4 Küchenbaracken, 1 Wäscherei, 1 Badebaracke, 1 Desinfektionsbaracke und weitere Baracken für Werkstätten, Wachmannschaften und Administration. Ebenfalls wurden ein Wasserturm und sechs Postenhochstände errichtet. Das Lager hatte eine Fläche von 90.000 Quadratmeter. Im Lager wurden 1835 Meter Straßen angelegt und die Anlage wurde von einem 3578 Meter langen Zaun gesichert.

### Lager 2
Das Lager 2 lag südlich des Lager 1 und umfasste 25 Wohnbaracken, 8 Küchenbaracken und 3 Werkstattbaracken. Das Lager war ähnlich strukturiert wie das ältere Lager 1. In Summe hatte das Lager eine Fläche von 120.000 Quadratmeter. Im Lager wurden 3500 Meter Straßen und 10 Postenhochstände errichtet.

### Lager 3
Das Lager 3 lag südlich des Lagers 2 bereits nahe an der damaligen Gemeindegrenze, der Jaunitz. Das Lager 3 war eine reine Wohn- und Arbeitssiedlung, da gleichzeitig das Lager 4 errichtet wurde. Das Lager 3 umfasste 40 Wohnbaracken und 4 Küchenbaracken auf 150.000 Quadratmetern Fläche. Im Lager 3 wurden 2670 Meter Straßen errichtet und das Areal durch einen 2322 Meter langen Zaun gesichert.

### Lager 4
Das Lager 4 war kein Gefangenenlager, sondern die Unterkunft der Bewachungsmannschaft und der Offiziere. Das Lager hatte eine Größe von rund 36.000 Quadratmeter und war mit 744 Meter Zaun umgeben.

### Weitere Lagerbauten
Lagerspital
Das Lagerspital wurde 1915 im Anschluss an das Lager 2 errichtet. Das Areal umfasste rund 56.000 Quadratmeter und diente den Kranken aus allen Lagern. Das Lager lag getrennt durch eine Straße (heute: Bahnhofstraße) vom anderen Bereich und bot den Insassen eine gute Verpflegung, möglicherweise sogar eine bessere Versorgung als die der Zivilbevölkerung.
Gefangenbaracke der Offiziere
Im Park des Studentenkonvikts lag die Offiziersbaracke für russische Offiziere. Diese Baracke war mit Fließwasser und Räumen für Diener weit besser ausgestattet als die Mannschaftsbaracken und entsprach dem Geist der damaligen Zeit, dass Offiziere (Adel) eine gesonderte Unterbringung benötigen.
Fäkalienverbrennungsanlage
Im Feldaisttal und im Jaunitztal standen zwei Fäkalienverbrennungsanlagen mit je zwei Öfen. In den Öfen wurden die Exkremente entsorgt, um das Risiko einer Epidemie im Lager zu begrenzen.
Feldbahn
Für die Versorgung des Lagers wurde eine Feldbahn mit einer Gleislänge von 8158 Meter errichtet. Die Wagen wurden von Pferden gezogen. Die Bahn hatte Anschluss zum Bahnhof Freistadt (rund 1600 Meter Luftlinie vom Lager 1 entfernt) der Summerauer Bahn und wurde für die Ver- und Entsorgung und den Transport innerhalb des Lagers verwendet. Alle wichtigen Orte (z. B. Toilettenanlagen, Steinbrüche) inner- und außerhalb des Lagers waren an die Bahn angeschlossen. Im Lager 3 bestand ein kleiner Bahnhof mit drei Gleisen.
Brunnen und Wasserversorgung
Im Jaunitztal wurde ein Brunnen gegraben und mit einer Pumpstation wurde das Wasser in das Lager gepumpt. Dieses Wasser diente für Duschen und Reinigungsarbeiten. Das Trinkwasser wurde von der Stadt zur Verfügung gestellt. Um die Sicherheit der Versorgung zu gewährleisten, wurden nördlich von Freistadt neue Quellen gefasst, die noch heute für die Wasserversorgung der Stadt verwendet werden.
Schweinestall
Neben der Fäkalienverbrennungsanlage an der Jaunitz standen drei 14 × 23 Meter große Schweineställe, die der Versorgung des Lagers dienten. Gleich neben den Ställen bestand ein Schlachthof.
Exerzierplatz
Westlich des Lagers 3 bestand ein 170 × 400 Meter großer Exerzierplatz.

## Beeinträchtigungen für die Gemeinde
Die Gefangenen wurde vor allem vom k.u.k. Landsturm-Wachbataillon Nr. 10 und k.u.k. Landsturm-Territorialbataillon Nr. 3 bewacht. Die Angehörigen wohnten bis zur Errichtung des Lagers 4 in Privatunterkünften in der Stadt.
Das Gefangenenlager forderte immer neue Einrichtungsgegenstände von der Gemeindeverwaltung. So wurden neben Kanzleimöbeln, Lampen und Waschschüsseln auch Feuerlöschgeräte und eine Straßenwalze gefordert, und das Lager erhielt die Objekte. Es wurden auch Einrichtungsgegenstände des Studentenkonvikts, des Gymnasiums und des Marianums an das Lager geliefert. So wurden allein aus dem Konvikt 104 Möbelstücke geliefert. Nicht nur offizielle Stellen mussten Gegenstände abgeben, sondern auch Private mussten Einrichtungsgegenstände liefern. Für Möbel wurden vor allem Wirtshäuser zur Abgabe gezwungen. Für die Reserve-Offiziersschule wurde ein Barren, eine Reckstange und ein Pferd aus den Turnsälen übergeben. Erst am 2. Jänner 1919 erhielt die Gemeinde die Gegenstände wieder zurück.
Das Lager hatte zwar eine eigene Versorgung, benötigte jedoch Ressourcen von der Stadt und brachte sie im Jahr 1917 an den Rand der finanziellen Möglichkeiten. Im Mai/Juni 1915 gab es im Mühlviertel eine große Trockenheit und die Stadt musste die Trinkwasserversorgung der Bevölkerung einschränken. Deshalb wurden die noch heute benutzten Quellen nördlich der Stadt angelegt. Die Baracken wurden vom Gaswerk mit Azetylengas für die Beleuchtung versorgt. Auch Holz und Kohle musste die Stadt teils kostenlos an das Lager liefern.

## Das Leben im Lager
Im Lager lebten vor allem Soldaten aus der heutigen Ukraine mit orthodoxen und jüdischen Glauben, die Mitglieder aller Schichten waren. Im Lager wurden sie zu Bataillonen zu je 400 Personen eingeteilt. Vom Februar 1915 sind genauere Zahlen verfügbar: 10.800 Kriegsgefangene waren in 27 Kompanien zu 400 Personen eingeteilt. Je 3600 Gefangene wurden von einem österreichischen Offizier befehligt. Die Wachmannschaft betrug 800 Personen.
Der erste Weg vom Bahnhof in das Lager führte in die Quarantänestation und die Insassen erhielten eine Kappe, auf der die Nummer des Bataillons und die Gefangenennummer angebracht waren. Die Wohnbaracken waren feste Holzkonstruktionen mit doppelten Wänden und einer guten Isolierung, so dass auch im mitunter kalten Winter (bis zu −30 Grad Celsius) ein angenehmes Klima im Inneren herrschte. Die Baracken wurden durch große Öfen beheizt und durch Petroleumlampen beleuchtet. Jede Baracke hatte 32 Fenster. Die Gefangenen schliefen auf Strohsäcken und verfügten über zwei Decken. Täglich mussten die Baracken gereinigt werden.
Für die Körperpflege standen Duschen zur Verfügung und jeder Gefangene konnte durchschnittlich ein Mal je Woche duschen. Während die Gefangenen sich duschten, wurden ihre Kleider in Öfen desinfiziert und danach gewaschen. Nach dem Duschen erhielten die Gefangenen neue, desinfizierte Kleidung. Die Desinfizierung der Kleidung und der Baracken wurde mit Naphthalin durchgeführt. Für die Ausscheidungen standen 27 Toilettanlagen zur Verfügung, die Exkremente wurden in vier Öfen verbrannt. Für die ärztliche Versorgung standen sechs Militärärzte im eigenen Spitalstrakt zur Verfügung.
Die Verpflegung erfolgte durch die eigenen Ställe, ein eigenes Schlachthaus und eine eigene Bäckerei. Jeder Gefangene erhielt zu Mittag Fleisch und pro Tag 700 Gramm Brot. In den Kantinen konnte jeder Gefangene zusätzliche Verpflegung kaufen, z. B. ein Glas Kaffee kostet 4 Heller. Die Gefangen erhielten Geld, das aus Russland geschickt wurde, 1915 bekam ein Gefangener für 1 Rubel umgerechnet 2,50 Kronen. Es gab zusätzlich eine eigene Lagerwährung.
Die gut ausgebildeten Gefangenen wurden sinnvoll eingesetzt. So wurden Werkstätten für Schuster, Schneider, Tischler, Schlosser, Schmiede, Maler und Buchbinder eingerichtet. Gefangene wurden auch zum Straßenbau eingesetzt. Täglich wachten 100 Feuerwehrleute je Lager zur Sicherheit der Insassen. Die Arbeiten in den Steinbrüchen erforderten täglich 1000 Gefangene. Auch eine eigene Lagerzeitung gestalteten die Gefangenen.
Im Lager 3 stand eine große Orthodoxe Kirche in der regelmäßig Gottesdienste gefeiert wurden. Jüdische Feiertage wurden eingehalten, die jüdischen Gefangenen mussten an diesen Tagen nicht arbeiten. Eine Lager-Musikkapelle und eine Gesangsverein traten mitunter öffentlich auf. Zusätzlich stand ein Kino und ein Sportplatz für Freizeitaktivitäten zur Verfügung. Das Kino konnte auch von der Zivilbevölkerung besucht werden. Die Zivilbevölkerung nutzte auch die Straße, die durch das Lager führte, die heutige Bahnhofstraße.
Über Fluchtversuche ist wenig bekannt und kleine Revolten konnte die Wachmannschaft im Keim ersticken. Nach Zapfenstreich mussten die Gefangenen in ihre Baracken zurückkehren. Nur die Wachmannschaft machte ihre Runden.

### Außendienst
Für den Außendienst wurden Vorschriften in der Broschüre Bestimmungen für die Beistellung kriegsgefangener Arbeiter in Österreich vom 1. März 1916 geregelt. Die Bestimmungen waren unter anderem:
- Eine Kaution von 30 Kronen je Arbeiter ist zu hinterlegen, die bei schlechter Behandlung verfiel
- Arbeitszeiten, Pausen, Arbeitsschutz, Arbeitsbestimmungen und Verpflegung waren wie für normale, zivile Arbeitskräften geregelt – es galt die bestehende österreichische Rechtslage
- Bestrafung durfte nur durch die Gendarmerie oder das Militär erfolgen
- Es musste ausreichend Platz zum Schlafen und die sanitären Bestimmungen mussten eingehalten werden

So arbeiteten ab 15. Februar 1916 viele Gefangene für die Stadtverwaltung in kommunalen Einrichtungen, um den kriegsbedingten Arbeitskräftemangel auszugleichen. Auch als Erntehelfer waren viele Gefangene eingesetzt.

### Seuchen und Sterbefälle
Anfang 1915 traten einige Fälle von Flecktyphus im Lager auf, daraufhin wurden strenge Sicherheitsvorschriften erlassen. Die Hauptsterbeursache der 426 im Lager gestorbenen Gefangenen waren Lungenerkrankungen. Große Seuchen konnten vermieden werden, somit starben im Lager sehr wenige Gefangene im Vergleich zum nahen Mauthausen – dort starben über 12.000 Gefangene der rund 25.000 – 40.000 Insassen.

## Heutige Nutzung
Auf dem Gebiet des Lagers 1 und 2 stehen heute Einfamilienhäuser und Wohnbauten. Zwei Baracken wurden für Rinder-Ställe bei der 1950 errichteten Vieh-Versteigerungshalle am Stifterplatz (Nr. 2) weiter verwendet. Diese Baracken stehen jedoch nicht mehr am ursprünglichen Standort.
Die Firma Haberkorn (Seilerei) erstand die Baracke 66 und weitere, naheliegende Objekte. Das heutige Firmengelände umfasst annähernd die Größe des ehemaligen Lagers 3. Auf dem Gebiet des Lagers 4 wurde 1937 die Erzherzog-Karl-Kaserne (heute: Tilly-Kaserne) des Bundesheeres eröffnet.